# Миртол
Миртол — отхаркивающее средство растительного происхождения. Применяют в составе комплексной терапии при бронхите, хроническом бронхите, синусите.

## Фармакологические свойства
Оказывает отхаркивающее, муколитическое, противомикробное, фунгицидное, антиоксидантное, дезодорирующее действие. Снижает вязкость бронхиального секрета за счет изменения pH, облегчает выведение мокроты путём активизации деятельности мерцательного эпителия.

## Противопоказания
Повышенная чувствительность к компонентам препарата, желчнокаменная болезнь, мочекаменная болезнь, бронхиальная астма, детский возраст до 10 лет.

## Применение при беременности
В связи с отсутствием специальных исследований в период беременности следует применять с осторожностью по назначению врача.

## Побочные действия
Возможны аллергические реакции, сонливость, боль в животе, диспепсия, повышение подвижности камней в почках и желчном пузыре.